# Med Sporvogn gennem Aarhus' Gader
Med Sporvogn gennem Aarhus' Gader er en dokumentarfilm fra 1905 instrueret af Peter Elfelt. Filmen viser en sporvognstur gennem Aarhus set fra forperronen og har karakter af førerrumsfilm.

## Handling
Filmen viser en tur gennem det centrale Aarhus set fra forperronen på en sporvogn, sådan som vognstyreren så det. Filmen starter på M.P. Bruuns Gade umiddelbart syd for den daværende Bruuns Bro, som sporvognen kører over. Undervejs ses en del fodgængere og et par hestevogne. Herefter drejes ind på nuværende Banegårdspladsen, hvor en modkørende sporvogn venter ved et vigespor. Der klippes til næste vigespor i Søndergade, hvor endnu en modkørende sporvogn venter. Derefter fortsættes ad Søndergade, hvor der er mange fodgængere og nogle cyklister, trækvogne og et par hestevogne. Der køres over Skt. Clemens Bro og ind på Skt. Clemens Torv, hvor der drejes rundt om en telefonkiosk ved Aarhus Domkirke og ind på Store Torv, hvor der er torvemarked.

## Baggrund
Sporvejen der ses i filmen var Aarhus Elektriske Sporvej, der var åbnet i 1904 mellem Dalgas Avenue og Trøjborgvej. Sporvejen var enkeltsporet med vigespor undervejs, blandt andet på nuværende Banegårdspladsen og i Søndergade som det ses i filmen. Først fra 1908 anlagdes gradvist dobbeltspor, et arbejde der stod på helt frem til 1935.
Peter Elfelt havde tidligere været i Aarhus, da han optog filmen Skt. Clemensbro i Aarhus i 1902. Ligesom i Med Sporvogn gennem Aarhus' Gader ses trafikken på Skt. Clemens Bro, bare med sporvognenes forgænger, en hesteomnibus.